# Alvarenga matilei
Alvarenga matilei är en tvåvingeart som beskrevs av Nelson Papavero 1971. Alvarenga matilei ingår i släktet Alvarenga och familjen rovflugor. Inga underarter finns listade i Catalogue of Life.